# Albuquerque Six-Guns
Gli Albuquerque Six-Guns sono stati una squadra di hockey su ghiaccio con sede nella città di Albuquerque, nello Stato del Nuovo Messico. Nacquero nel 1973 e disputarono la Central Hockey League per una stagione prima di sciogliersi nel 1974. Giocarono presso il Tingley Coliseum.

## Storia
I Six-Guns furono il primo tentativo di portare l'hockey professionistico nel Nuovo Messico; in principio la squadra si sarebbe dovuto iscrivere alla Western Hockey League ma alla fine scelse di prendere parte alla Central Hockey League. Un aspetto particolare fu quello che la squadra avrebbe dovuto essere il farm team dei Kansas City Scouts, tuttavia la franchigia NHL avrebbe fatto il proprio esordio solo un anno più tardi.
Essendo quindi il farm team di una squadra fantasma la dirigenza dei Six-Guns dovette cercare giocatori provenienti da altre franchigie della NHL, e ciò fu in parte la causa dello scarso successo sul ghiaccio. Dopo una sola stagione la franchigia venne sciolta e ciò costrinse nel 1974 gli Scouts a scegliere come squadra affiliata gli Springfield Indians della American Hockey League.

## Record stagione per stagione
| Albuquerque Six-Guns |     |    |    |    |    |    |     |     |    |  |
| 1973-74              | CHL | 76 | 16 | 40 | 16 | 48 | 188 | 263 | 6° |  |

## Record della franchigia

### Carriera
Gol: 21  Steve Langdon
Assist: 33  Ken Ireland
Punti: 52  Ken Ireland
Minuti di penalità: 167  Larry O'Connor
Partite giocate: 72  Larry O'Connor